# 仁堂敦
 仁堂 敦（にどう あつし）は、日本の作詞家、作曲家、編曲家、音楽プロデューサー。

## 概要
Jumble Recordsに所属し、確立した楽曲センスと幅広い楽曲ジャンルを武器に、PCゲーム楽曲を中心に数多くの楽曲提供を行う傍ら、収録エンジニア等多方面で活躍している。

## 主な楽曲提供

### 作詞・作曲・編曲
- 恋のちっくたっく
  - Misty『ひるヒメ 〜濃いのたくさんちょうだい〜』テーマソング
  - 歌 - 七瀬ゆか
- ベイビーメイビー
  - PeasSoft『恋×恋＝∞ 〜恋する乙女にできること〜』OP
  - 歌 - 七瀬ゆか
- Dream
  - Purple software『ハピメア』キャラクターソング
  - 歌 - 平坂景子（青葉りんご）
- 赤い導
  - でぼの巣製作所『夏神楽』OP
  - 歌 - 佐藤ひろ美
- Love me do
  - 『恋愛リベンジ』鈴白鈴ED
  - 歌 - 中村麻未
- Just for You
  - 『恋愛リベンジ』柊ほのかED
  - 歌：鳥野ゆうみ
- Touch my heart
  - 『恋愛リベンジ』葉桜恋歌ED
  - 歌：南月悠奈
- love with You
  - 『恋愛リベンジ』リエル＝アンダーソンED
  - 歌：あじ秋刀魚

### 作曲・編曲
- 運命の星図盤
  - WHITESOFT『運命が君の親を選ぶ 君の友人は君が選ぶ』ED
  - 歌・作詞 - lily-an
- ゆらふわ Sunny day
  - ぱじゃまソフト『恋愛はーれむ 〜大好きって言わせて〜』OP
  - 歌・作詞 - KOTOKO / 編曲 - 仁堂敦、友永香鈴
- 悲烈バイオレンス
  - でぼの巣製作所『偽骸のアルルーナ』OP
  - 歌・作詞 - 飛蘭

### 作詞
- 君だよ
  - PeasSoft『恋×恋＝∞ ～恋する乙女にできること～』OP
  - 作詞 - 仁堂敦、友永香鈴 / 作編曲 - 友永香鈴 / 歌 - 七瀬ゆか
- 追憶のリフレイン
  - PeasSoft『恋×恋＝∞ ～恋する乙女にできること～』イメージソング
  - 作詞 - 友永香鈴、仁堂敦 / 作編曲 - 友永香鈴 / 歌 - lily-an
- Hauling
  - PeasSoft『恋×恋＝∞ ～恋する乙女にできること～』イメージソング
  - 作詞 - 友永香鈴、仁堂敦 / 作編曲 - 友永香鈴 / 歌 - lily-an、七瀬ゆか

### 編曲
- iOSゲーム『CROSS×BEATS』収録曲
- Promising Observation
  - ぱじゃまソフト『プリズム・プリンセス 〜ふたりの姫騎士と股間の紋章〜』OP
  - 歌 - 榊原ゆい / 作詞 - 松島詩史 / 作曲 - 友永香鈴 / 編曲 - 友永香鈴、仁堂敦

## コンピレーション・アルバム
- 運命が君の親を選ぶ 君の友人は君が選ぶ サウンドトラック
  - 運命の星図盤

2013年4月26日
- WHITESOFT ボーカルコレクション Vol.1
  - 運命の星図盤

2013年12月28日 / WHI-0015〜16 / WHITESOFT
- YouM-ix
  - you
    - 歌 - YouM-ix / 作詞・作曲 - 白石稔 / 編曲 - 仁堂敦

2013年12月31日（C85）
- PENCIL VOCAL COLLECTION 05
  - ゆらふわ Sunny day（short ver.）

2014年2月28日 / PAM-195 / ぱじゃまソフト
- 偽骸のアルルーナ オリジナルサウンドトラック
  - 悲烈バイオレンス

2014年7月25日 / DWE-013 / でぼの巣製作所
- 夏神楽 オリジナルサウンドトラック
  - 赤い導

2014年12月19日 / DWE-014 / でぼの巣製作所
- GWAVE 2014 1st Favorite
  - ゆらふわ Sunny day

2014年12月26日 / IMAE-00070
- Promising Observation/キミとなら〜輝きだすプリズム〜
  - Promising Observation

2014年12月28日（C87） / PAM-0235 / ぱじゃまソフト
- Felica Misty ボンボンカンパニー MINIALBUM
  - 恋のちっくたっく

2014年12月28日（C87） / WS-C87-FMBMA / WHITESOFT
- -Zero Hearts- (飛蘭 4thアルバム)
  - 悲烈バイオレンス

2015年1月7日 / LACA-35469（初回盤）、LACA-15469（通常盤） / Lantis
- GWAVE 2015 2nd Favorite
  - Promising Observation

2015年6月26日 / IMAE-00071
- Lofty rose (榊原ゆい 10thアルバム)
  - Promising Observation

2015年8月26日 / LXCH-11（初回盤）、LXCH-12（通常盤） / LOVE×TRAX

## ゲームBGM
- あまかん 〜エッチなラブいちゃ詰めちゃいました〜（PeasSoft）
- 微熱の果実〜バタフライ・スカイ〜（フロンティアワークス）
- ひるヒメ 〜濃いのたくさんちょうだい〜（Misty）
- 運命が君の親を選ぶ 君の友人は君が選ぶ（WHITESOFT）
- 執事が姫を選ぶとき（PeasSoft）
- みずカノ!水着の彼女とHしよっ（Etoiles）
- ギャングスタ・リパブリカ（WHITESOFT）
- 恋×恋＝∞ 〜恋する乙女にできること〜（PeasSoft）
- ポルノスーパースター（フロンティアワークス）
- 恋愛はーれむ 〜大好きって言わせて〜（ぱじゃまソフト）
- 夏神楽（でぼの巣製作所）
- プリズム・プリンセス 〜ふたりの姫騎士と股間の紋章〜（ぱじゃまソフト）
- ハプニングLOVE!!（つみきそふと）
- 恋のハニトー〜えっちで甘いハニートラップ〜（WHITESOFT ALBINO）

## その他
- 『頑宣ch』汎用BGM、音響スタッフ担当
- 『NTT Communications presents PROJECT SHOW-A to B』一部BGM担当
- 『こえぷら プレドラマ!』一部BGM担当
- 西野カナ『アジアツアー台北』（国立台湾大学総合体育館）
  - イベント使用楽曲制作
- Applibot、iPhone/Androidゲーム『不良道 〜ギャングロード〜』一部BGM担当
- テレビアニメ『BATU GAIDEN』一部BGM担当
- MANATSU_8『シロガネオトメ』一部SE担当
- 『月刊少女野崎くん ドラマCD』BGM担当
- みなとそふと『みなと海の家』イベント音響担当
- 塩ノ谷早耶香 ライブ音源制作ディレクション担当
- 『Pajyamas Party』音響・PA担当
- 東宝『なめこ家の一族』BGM・アイキャッチ担当
- 『ドラマCD かつて魔法少女と悪は敵対していた。』一部BGM担当
- 『戦国魔法少女 -三葉葵伝-』音響監督・BGM